# Криничаны
Криничаны (укр. Криничани) — село в Дунаевецком районе Хмельницкой области Украины.
Население по переписи 2001 года составляло 291 человек. Почтовый индекс — 32423. Телефонный код — 3858. Занимает площадь 1,759 км². Код КОАТУУ — 6821855701.

## Местный совет
32423, Хмельницкая обл., Дунаевецкий р-н, пгт Смотрич, ул. Советская, 8